# 吳連義
吳連義（1923年5月5日:6—2006年12月14日），日本名新井良雄、越南名范尹俅，出生於臺灣臺南州嘉義郡竹崎（今嘉義縣竹崎鄉）:6、長年居住於越南，曾被日本當局徵召為拓南農業戰士至越南拓殖，又曾參加越南獨立運動。

## 生平
1943年，吳連義畢業於嘉義農林學校，隨後進入臺灣拓殖株式會社工作。
1944年，吳連義被派往法屬印度支那北部任職；他在太平洋戰爭末期被調到特務機關服務。
太平洋戰爭結束後，他投入越南獨立同盟會參加越南獨立運動。
1954年及1959年，吳連義二度透過當地紅十字會向日本在越南的政府機關要求隨同日本軍民撤回日本本土，但皆因其臺灣籍身分遭拒絕；隨後，他與寧氏細結婚。
1992年，吳連義向日本駐河內大使館申訴要求日本政府負起責任將其送回臺灣，但再度遭拒。
1994年，吳連義在日本媒體與嘉義農林學校校友協助下，經確認其在臺戶籍，在太平洋戰爭結束後首次返回故鄉探視親人，並隨後再度返回越南寧平省的一個農村。
2006年12月14日，吳連義逝世於越南自家住宅；但是人們在12月25日才發現他已離世。

## 軼事
- 吳連義在越南的農舍裡的有一放置多本日文書籍的書櫃，其中有蔡德本等人的著作[6]。